# Halina Szyrmerowa
Halina Szyrmerowa z domu Donimirska, pseud. „Halszka” (ur. 18 stycznia 1918 w Czerninie koło Sztumu, zm. 22 października 2008) – polska działaczka społeczna, żołnierz Armii Krajowej, uczestniczka powstania warszawskiego, honorowa obywatelka Sztumu.

## Życiorys

### Młodość
Pochodziła ze znanej rodziny ziemiańskiej, zasłużonej dla polskości na Pomorzu; była córką Witolda Donimirskiego (1874–1939) i Wandy z Sikorskich (1890–1974), po matce wnuczką Stanisława Sikorskiego (1855–1929), ziemianina z Kaszub, działacza narodowego i wieloletniego posła do sejmu pruskiego, oraz prawnuczką Ignacego Łyskowskiego (1820–1886), również zasiadającego w sejmie pruskim, inicjatora tworzenia polskich biblioteczek ludowych na Warmii.
Od wczesnej młodości włączona była w polską pracę oświatową na Powiślu. Kształciła się w gimnazjum sióstr nazaretanek w Rabce (1931–1936), w 1937 podjęła studia w Szkole Głównej Handlowej w Warszawie.

### II wojna światowa
Pierwsze lata okupacji spędziła w Kożuszkach koło Sochaczewa, gdzie uczestniczyła w tajnym nauczaniu. Później krótko pracowała w charakterze urzędniczki na Lubelszczyźnie. W marcu 1943 znalazła się ponownie w Warszawie i pod pseudonimem Halszka wstąpiła w szeregi Armii Krajowej. Odbyła przeszkolenie sanitarne oraz wojskowe i skierowana została do pracy w Szpitalu Maltańskim, gdzie opiekowała się rannymi partyzantami i uczestnikami AK-owskich akcji bojowych. Sprawowała też opiekę nad grupą dzieci z okolic Zamościa, które odbito z transportu do Niemiec. W powstaniu warszawskim była również sanitariuszką (w batalionie „Miotła”), niosła pomoc rannym na Starówce i w Śródmieściu. Po klęsce powstania została wywieziona na przymusowe roboty do Niemiec.

### Okres powojenny
Po II wojnie światowej należała do pionierów polskiej administracji i życia kulturalno-społecznego w Olsztynie i okolicach. Jako ochotniczka przybyła do Olsztyna 31 marca 1945 w składzie pierwszej Grupy Operacyjnej Ministerstwa Komunikacji; zatrudniona została jako sekretarka pełnomocnika rządu na okręg warmińsko-mazurski Jakuba Prawina, a potem wojewody olsztyńskiego Zygmunta Robla. Uczestniczyła w organizowaniu kursów repolonizacyjnych dla Warmiaków i Mazurów. Weszła w skład zarządu okręgu Związku Harcerstwa Polskiego. W 1946 wyszła za mąż za kapitana dyplomowanego Józefa Szyrmera, ówczesnego naczelnika Wydziału Wojskowego Urzędu Wojewódzkiego w Olsztynie, weterana kampanii wrześniowej.
Od 1954 pracowała w olsztyńskiej księgarni „Veritas”, a od 1969 na etacie oddziału Polskiego Towarzystwa Turystyczno-Krajoznawczego. Była również przewodniczką PTTK. Na emeryturę przeszła w 1974.
Była autorką wierszy patriotycznych, niewydanych drukiem (były odczytywane na spotkaniach i zebraniach konspiracyjnych). W 2003 opublikowała tom wspomnień Był taki świat...: Mój wiek XX (wcześniej wspomnienia publikowała na łamach prasy, m.in. W domu moich rodziców, „Jantarowe Szlaki”, 1979, nr 4). Należała do Światowego Związku Żołnierzy Armii Krajowej. Została odznaczona m.in. Krzyżem Kawalerskim Orderu Odrodzenia Polski, Krzyżem Walecznych, Krzyżem Armii Krajowej, Warszawskim Krzyżem Powstańczym, Medalem Rodła i Odznaką Honorową za Zasługi dla Województwa Warmińsko-Mazurskiego. Sztum nadał jej tytuł honorowego obywatela.
Zmarła 22 października 2008, pochowana została na Cmentarzu Powązkowskim, w grobie rodzinnym (kwatera 229p). Z jej siedmiorga rodzeństwa: Olgierd Donimirski (1913–2004) był znanym działaczem narodowym na Powiślu, a w 1945 pierwszym tymczasowym starostą olsztyńskim; Stanisław (1928–2012) został chemikiem (1965 doktor nauk technicznych), pracownikiem Wojskowej Akademii Technicznej; Ewa (1922–1944) poległa w powstaniu warszawskim. Ewa, Bogumiła (1919–1969, później Krzysztofikowa) oraz Irena (1920–2007, później zamężna Rialland) Donimirskie w latach okupacji dwukrotnie były więzione przez gestapo w Grudziądzu.